# Neliopisthus niger
Neliopisthus niger är en stekelart som beskrevs av Joseph Augustine Cushman 1922. Neliopisthus niger ingår i släktet Neliopisthus och familjen brokparasitsteklar. Inga underarter finns listade i Catalogue of Life.